# Carena de les Illes
La carena de les Illes és el nom d'una serra del terme municipal de Granera, al Moianès (Vallès Oriental).

La Carena de les Illes, respecte del terme de Granera

Està situada a la part central-oriental del terme, a llevant del poble de Granera. És a la dreta del torrent de la Riera i a l'esquerra del de Salvatges, a ponent de la masia de Tantinyà. És la continuïtat cap al sud-est de la Carena de Serraltes. En el seu extrem sud-oriental es troba el Collet del Salamó.